# Roestkopfrankolijn
De roestkopfrankolijn (Pternistis castaneicollis; synoniem: Francolinus castaneicollis) is een vogel uit de familie fazantachtigen (Phasianidae). De wetenschappelijke naam van de soort is voor het eerst geldig gepubliceerd in 1888 door Salvadori.

## Ondersoorten en Verspreiding
De soort komt voor in het oosten van Afrika.
Er zijn twee ondersoorten: 
- P. c. castaneicollis:	van zuidwestelijk tot noordoostelijk Ethiopië en het noorden van Somalië
- P. c. atrifrons (zwartmaskerfrankolijn): in zuidelijk Ethiopië (door BirdLife International als bedreigde soort beschouwd)

## Beschermingstatus
De nominaat heeft op de Rode Lijst van de IUCN de status niet bedreigd.